# Championnat du Japon de football 2009
Navigation
J1 League 2008 J1 League 2010
Le Championnat du Japon de football 2009 est la 44e édition de la première division japonaise et la 17e édition de la J.League. Le championnat a débuté le 7 mars 2009 et s'est achevé le 5 décembre 2009. 
Le samedi 28 février 2009 en préambule de la saison, fut disputée la supercoupe du Japon qui vit Kashima Antlers (champion en titre) battre Gamba Osaka (vainqueur de la Coupe de l'Empereur) sur le score de trois buts à zéro.
En raison de la crise économique, peu de mouvements sont effectués par rapport à la saison précédente. Les clubs se sont tournés vers les compétitions scolaires pour recruter les joueurs. Les clubs ont également recrutés une dizaine de joueurs en provenance de Corée du Sud. Cela s'explique par la suppression des primes dans le championnat sud-coréen ayant pour conséquence une diminution des revenus des footballeurs. Le cours du Yen à cette époque, par rapport au Won, incita les joueurs du pays du matin calme à signer des contrats au Japon. 
La première journée fut marquée par la victoire du promu Montedio Yamagata sur la pelouse de Júbilo Iwata sur le score de six buts à deux. Le double tenant du titre, Kashima Antlers a commencé la saison par une victoire à domicile contre Urawa Red Diamonds. 
Le 5 décembre 2009, Kashima Antlers remporte le titre pour la troisième fois d'affilée.

## Les clubs participants
Les 15 premiers de la J League 2008, les deux premiers de la J2 League 2008 et le vainqueur du barrage promotion-relégation participent à la compétition.
| Club                      | Dernière montée | Ville     | Classement 2008 | Entraîneur          | Depuis | Stade                            | Capacité | Nombre de saisons |
| ------------------------- | --------------- | --------- | --------------- | ------------------- | ------ | -------------------------------- | -------- | ----------------- |
| Kashima Antlers           | -               | Kashima   | 1er             | Oswaldo de Oliveira | 2007   | Stade de Kashima                 | 40 728   | 17                |
| Kawasaki Frontale         | 2005            | Kawasaki  | 2e              | Takashi Sekizuka    | 2009   | Stade d'athlétisme de Todoroki   | 27 495   | 6                 |
| Nagoya Grampus            | -               | Nagoya    | 3e              | Dragan Stojković    | 2008   | Stade Toyota                     | 45 000   | 17                |
| Oita Trinita              | 2003            | Ōita      | 4e              | Ranko Popović       | 2009   | Stade d'Oita                     | 40 000   | 7                 |
| Shimizu S-Pulse           | -               | Shizuoka  | 5e              | Kenta Hasegawa      | 2005   | Stade du parc Nihondaira         | 20 299   | 17                |
| FC Tokyo                  | 2000            | Tokyo     | 6e              | Hiroshi Jofuku      | 2008   | Stade Ajinomoto                  | 50 000   | 10                |
| Urawa Red Diamonds        | 2001            | Saitama   | 7e              | Volker Finke        | 2009   | Stade Saitama 2002               | 63 700   | 16                |
| Gamba Osaka               | -               | Suita     | 8e              | Akira Nishino       | 2002   | Stade commémoratif de l'Expo '70 | 21 000   | 17                |
| Yokohama F. Marinos       | -               | Yokohama  | 9e              | Kokichi Kimura      | 2008   | Stade Nissan                     | 72 327   | 17                |
| Vissel Kobe               | 2007            | Kobe      | 10e             | Toshiya Miura       | 2009   | Stade du parc Misaki             | 30 132   | 12                |
| Kashiwa Reysol            | 2007            | Kashiwa   | 11e             | Nelsinho Baptista   | 2009   | Hitachi Kashiwa Stadium          | 15 349   | 14                |
| Omiya Ardija              | 2005            | Saitama   | 12e             | Chang Woe-ryong     | 2009   | Stade du parc Omiya              | 15 500   | 5                 |
| Albirex Niigata           | 2004            | Niigata   | 13e             | Jun Suzuki          | 2006   | Stade Denka                      | 42 300   | 6                 |
| Kyoto Sanga FC            | 2008            | Kyoto     | 14e             | Hisashi Kato        | 2007   | Nishikyogoku Athletic Stadium    | 20 588   | 10                |
| JEF United Ichihara Chiba | -               | Ichihara  | 15e             | Alex Miller         | 2008   | Fukuda Denshi Arena              | 18 500   | 17                |
| Júbilo Iwata              | 1994            | Iwata     | 16e             | Masaaki Yanagishita | 2009   | Stade Yamaha                     | 16 893   | 16                |
| Sanfrecce Hiroshima       | 2009            | Hiroshima | 1er             | Mihailo Petrović    | 2006   | Grande Arche d'Hiroshima         | 50 000   | 15                |
| Montedio Yamagata         | 2009            | Yamagata  | 2e              | Shinji Kobayashi    | 2008   | Stade du parc Yamagata           | 20 315   | 1                 |

- Tenant du titre et qualifié pour la Ligue des champions de l'AFC 2009
- Promu de la J League 2 2008

### Localisation des clubs
| \| Clubs du Grand Tokyo · Kawasaki Frontale (Kanagawa) · Kashima Antlers (Ibaraki) · Urawa Red Diamonds (Saitama) · Yokohama F. Marinos (Kanagawa) · Omiya Ardija (Saitama) · FC Tokyo (Tokyo) · Kashiwa Reysol (Chiba) · JEF United Ichihara Chiba (Chiba) Grand Tokyo Sanfrecce Hiroshima Albirex Niigata Nagoya Grampus Shimizu S-Pulse Júbilo Iwata Vissel Kobe Gamba Osaka Montedio Yamagata Kyoto Sanga FC Oita Trinita \| Localisation des clubs engagés dans le championnat. |
| Clubs du Grand Tokyo · Kawasaki Frontale (Kanagawa) · Kashima Antlers (Ibaraki) · Urawa Red Diamonds (Saitama) · Yokohama F. Marinos (Kanagawa) · Omiya Ardija (Saitama) · FC Tokyo (Tokyo) · Kashiwa Reysol (Chiba) · JEF United Ichihara Chiba (Chiba) Grand Tokyo Sanfrecce Hiroshima Albirex Niigata Nagoya Grampus Shimizu S-Pulse Júbilo Iwata Vissel Kobe Gamba Osaka Montedio Yamagata Kyoto Sanga FC Oita Trinita                                                           |

| Clubs du Grand Tokyo · Kawasaki Frontale (Kanagawa) · Kashima Antlers (Ibaraki) · Urawa Red Diamonds (Saitama) · Yokohama F. Marinos (Kanagawa) · Omiya Ardija (Saitama) · FC Tokyo (Tokyo) · Kashiwa Reysol (Chiba) · JEF United Ichihara Chiba (Chiba) Grand Tokyo Sanfrecce Hiroshima Albirex Niigata Nagoya Grampus Shimizu S-Pulse Júbilo Iwata Vissel Kobe Gamba Osaka Montedio Yamagata Kyoto Sanga FC Oita Trinita |

## Compétition

### Classement
Source : CLASSEMENT J.LEAGUE DIVISION 1 2009 sur transfermarkt.fr
| Rang | Équipe                    | Pts | J  | G  | N  | P  | Bp | Bc | Diff |
| ---- | ------------------------- | --- | -- | -- | -- | -- | -- | -- | ---- |
| 1    | Kashima Antlers T S       | 66  | 34 | 20 | 6  | 8  | 51 | 30 | +21  |
| 2    | Kawasaki Frontale         | 64  | 34 | 19 | 7  | 8  | 64 | 40 | +24  |
| 3    | Gamba Osaka C             | 60  | 34 | 18 | 6  | 10 | 62 | 44 | +18  |
| 4    | Sanfrecce Hiroshima P     | 56  | 34 | 15 | 11 | 8  | 53 | 44 | +9   |
| 5    | FC Tokyo L                | 53  | 34 | 16 | 5  | 13 | 47 | 39 | +8   |
| 6    | Urawa Red Diamonds        | 52  | 34 | 16 | 4  | 14 | 43 | 43 | 0    |
| 7    | Shimizu S-Pulse           | 51  | 34 | 13 | 12 | 9  | 44 | 41 | +3   |
| 8    | Albirex Niigata           | 50  | 34 | 13 | 11 | 10 | 42 | 31 | +11  |
| 9    | Nagoya Grampus            | 50  | 34 | 14 | 8  | 12 | 46 | 42 | +4   |
| 10   | Yokohama F. Marinos       | 46  | 34 | 11 | 13 | 10 | 43 | 37 | +6   |
| 11   | Júbilo Iwata              | 41  | 34 | 11 | 8  | 15 | 50 | 60 | -10  |
| 12   | Kyoto Sanga FC            | 41  | 34 | 11 | 8  | 15 | 35 | 47 | -12  |
| 13   | Omiya Ardija              | 39  | 34 | 9  | 12 | 13 | 40 | 47 | -7   |
| 14   | Vissel Kobe               | 39  | 34 | 10 | 9  | 15 | 40 | 48 | -8   |
| 15   | Montedio Yamagata P       | 39  | 34 | 10 | 9  | 15 | 32 | 40 | -8   |
| 16   | Kashiwa Reysol            | 34  | 34 | 7  | 13 | 14 | 41 | 57 | -16  |
| 17   | Oita Trinita              | 30  | 34 | 8  | 6  | 20 | 26 | 45 | -19  |
| 18   | JEF United Ichihara Chiba | 27  | 34 | 5  | 12 | 17 | 32 | 56 | -24  |

|  | Qualification pour la Ligue des champions de l'AFC 2010 |
|  | Reléguer en J League 2 2010 |
|  | T : Tenant du titre C : Vainqueur de la Coupe de l'Empereur 2009 L : Vainqueur de la Coupe de la Ligue 2009 S : Vainqueur de la Supercoupe du Japon 2009 P : Promu de D2 |

## Statistiques

### Meilleurs buteurs
|                    | Buteur           | Club                        | Buts | Pen. | MJ | BM%  | Min.  |
| ------------------ | ---------------- | --------------------------- | ---- | ---- | -- | ---- | ----- |
| Médaille d'or      | Ryōichi Maeda    | Júbilo Iwata                | 20   | 0    | 34 | 0,59 | 3 060 |
| Médaille d'argent  | Juninho          | Kawasaki Frontale           | 17   | 2    | 33 | 0,52 | 2 878 |
| Médaille de bronze | Edmílson         | Urawa Red Diamonds          | 17   | 1    | 33 | 0,52 | 2 881 |
| 4                  | Hisato Satō      | Sanfrecce Hiroshima         | 15   | 0    | 34 | 0,44 | 2 993 |
| 5                  | Naohiro Ishikawa | FC Tokyo                    | 15   | 0    | 24 | 0,63 | 1 745 |
| 6                  | Shinji Okazaki   | Shimizu S-Pulse             | 14   | 0    | 34 | 0,41 | 2 866 |
| 7                  | Jong Tae-se      | Kawasaki Frontale           | 14   | 0    | 29 | 0,48 | 2 178 |
| 8                  | Marquinhos       | Kashima Antlers             | 13   | 2    | 31 | 0,42 | 2 664 |
| 9                  | Pedro Júnior     | Albirex Niigata Gamba Osaka | 13   | 2    | 28 | 0,46 | 2 388 |
| 10                 | Kazuma Watanabe  | Yokohama F. Marinos         | 13   | 0    | 34 | 0,38 | 2 722 |

| Source : CLASSEMENT DES BUTEURS J1 LEAGUE 2009 Légende Pen. : Nombre de pénaltys MJ : Nombre de matchs joués BM% : Ratio de buts par match Min. : Temps de jeu total en minutes |

## Parcours continental des clubs
Le parcours des clubs japonais en Ligue des champions de l'AFC est important puisqu'il détermine le coefficient AFC japonais, et donc le nombre de clubs japonais présents dans la compétition les années suivantes.
| Club              | Compétition         | Résultat      | Ultime(s) adversaire(s) |
| ----------------- | ------------------- | ------------- | ----------------------- |
| Kashima Antlers   | Ligue des champions | 1/8 de finale | FC Séoul                |
| Kawasaki Frontale | Ligue des champions | 1/4 de finale | Nagoya Grampus          |
| Nagoya Grampus    | Ligue des champions | 1/2 finale    | Al Ittihad Djeddah      |
| Gamba Osaka       | Ligue des champions | 1/8 de finale | Kawasaki Frontale       |